# Sweet wine
Sweet wine is een lied van The Cats uit 1975.
Het werd geschreven door Henny Vrienten, nog vijf jaar voordat hij als zanger, bassist en liedjesschrijver toetrad bij, en doorbrak met Doe Maar. Vrienten schreef in deze tijd ook nog het kerstlied Merry Christmas Cindy voor The Cats. In 2013 werd het gekozen voor de Volendammer Top 1000.
Sweet wine verscheen in Nederland en België op de elpee We wish you a merry Christmas. Verder verschenen in de loop van de jaren enkele andere versies, zoals op Silent night, Night of glory en in 2004 op de geremasterde cd Christmas with The Cats. Ook is het te vinden in de cd-box Complete uit 2014. Daarnaast kwam het nummer in 1985 terug op het verzamelalbum De mooiste van The Cats.
Het nummer is echter niet de kwalificeren als kerstmuziek en - door het ontbreken van gitaarspel en een achtergrondkoor - evenmin als palingpop waar de band de grondlegger van is. De begeleiding wordt gevormd door een tweede melodie op toetsen die zich langs de zang van Cees Veerman beweegt met begeleidende partij van een op een klavecimbel gebaseerd synthesizergeluid. Aan het arrangement zijn verder violen toegevoegd.
In Sweet wine nodigt de zanger zijn geliefde uit naast hem te komen liggen. Samen met zoete wijn wordt de sfeer gevormd door kaarslicht tijdens een winteravond. Uitgebracht op kerstalbums van The Cats, wordt het kerstfeest niet letterlijk genoemd in het lied.